# NOS Stereosysteem

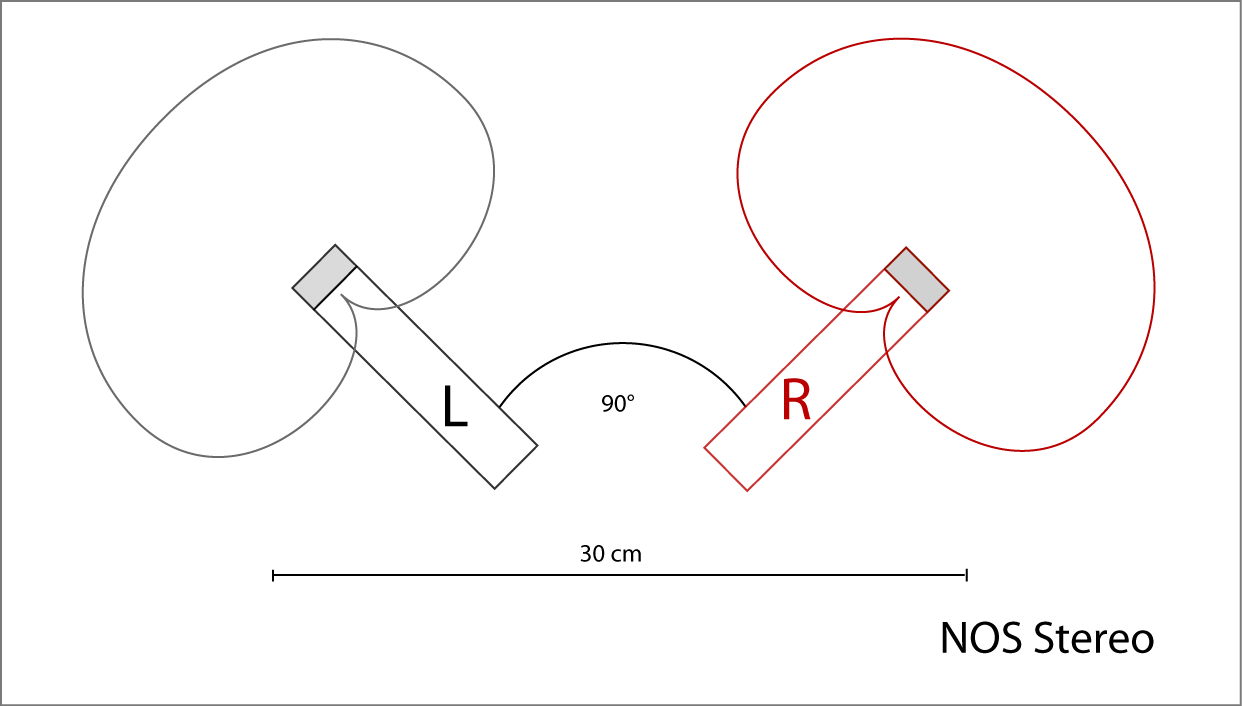
Opstelling van de microfoons (begin van L en R) bij een NOS Stereosysteem

Het NOS-Stereosysteem omvat een bijzondere microfoontoepassing voor stereofonische geluidsopnames. Dit systeem werd eind jaren 60 door geluidstechnici van de NOS ontwikkeld. Een voorbeeld van toepassing van dit microfoonsysteem is bij klassieke muziekopnames.
Door een serie van praktische tests ontdekten geluidstechnici van de NOS een stereo-hoofdmicrofoonsysteem dat een gelijkmatige verdeling van de fantoom geluidsbron over de stereo luidsprekers  verschaft bij een werkzaam opnamebereik van de microfoons van 40,5° = 81°. Dit systeem wordt empirisch met twee microfoons in nierkarakteristiek vastgelegd. Er ontstond hierbij een totale ashoek die met α = ± 45° = 90° naar buiten is gedraaid en een microfoonbasis van a = 30 cm heeft. De grotere microfoonbasis "a" geeft een bredere weergave dan de originele breedte bij opname.
Bij de totstandkoming van de hooreigenschappen werken frequentie-afhankelijke piekdifferenties ∆ L en gelijkmatige looptijd-differenties ∆ t als interchannel-signalen (luidsprekersignalen) samen. Deze opnametechniek wordt gemengde stereofonie of equalivantenstereofonie genoemd. Hiermee wordt gelijktijdig de intensiteitsstereofonie en de looptijdstereofonie gebruikt.
Gebruikelijkerwijze moet dit speciaal microfoonsysteen door de geluidstechicus door twee enkele microfoons samengesteld worden. Dubbel membraanmicrofoons kunnen hiervoor wegens de ongeschikte Richtkarakteristiek en de grotere fasegang niet gebruikt worden.
Het is raadzaam zelf met de beide parameterische ashoeken α en microfoonhoek a te experimenteren om zo de juiste klank te verkrijgen.